# Windows 2.1x
Microsoft Windows 2.1x a fost a treia versiune de Microsoft Windows, lansată pe 27 mai 1988 în două versiuni.